# Valle de Joux

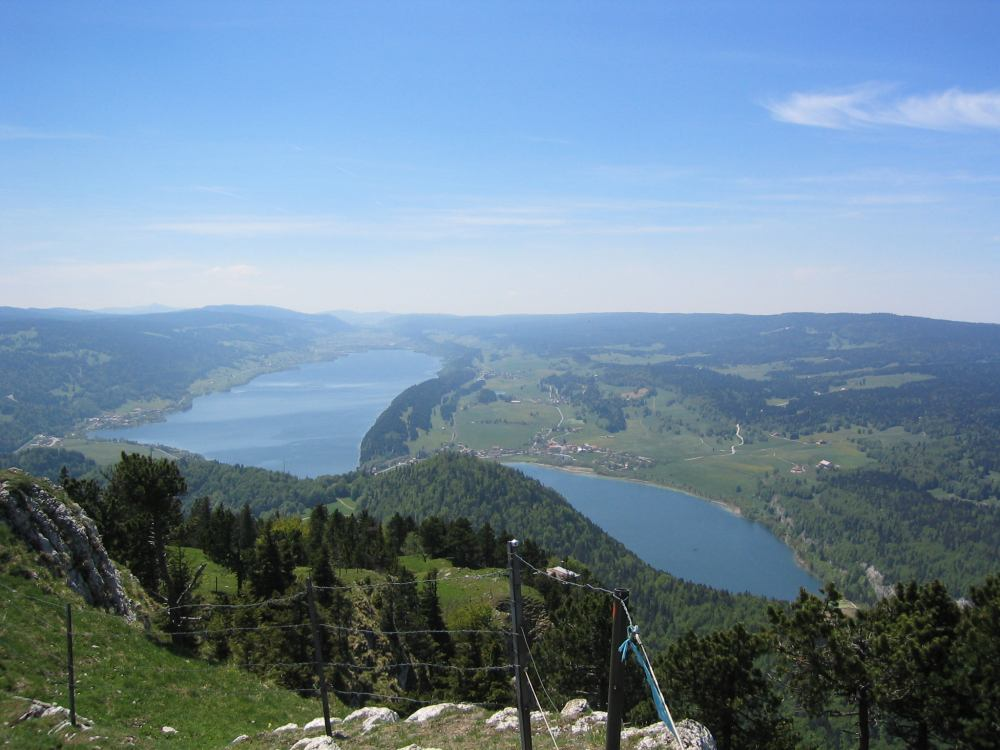
Lago de Joux y el lago Brenet, Vallée de Joux, fotografía tomada desde Dent de Vaulion

El valle de Joux (en francés, vallée de Joux) es un valle situado al suroeste del macizo del Jura, en el cantón de Vaud (Suiza).

## Presentación
Está compuesto por tres municipios : Le Chenit, Le Lieu y L'Abbaye que cuentan cada uno con varios pueblos y aldeas. 
Es una de las cunas de la relojería mecánica de alta gama. Numerosos talleres de las marcas relojeras suizas más prestigiosas están instalados en el valle (Audemars Piguet, Jaeger-LeCoultre, Breguet, Blancpain, etc).  
El gentilicio en francés de los habitantes del valle de Joux es "combier".

## Lecturas relacionadas
- Reymond, Lucien ; Notice sur la vallée du Lac de Joux, 1864 ; Les Charbonnières : Le Pèlerin, 1995. OCLC 36125314
- Devicque, Julien-Hippolyte and  Rochat, Rémy ; Merveilleuse vallée du Lac-de-Joux ; Les Charbonnières : Editions Le Pèlerin, 1992. OCLC 34414388